# Лусагюх (Армавирская область)
Лусагюх (арм. Լուսագյուղ) — село в Армавирской области Армении.

## География
Село расположено в юго-восточной части марза, на правом берегу реки Севджур, при автодороге , на расстоянии 35 километров к юго-востоку от города Армавир, административного центра области. Абсолютная высота — 835 метров над уровнем моря.
Климат
Климат характеризуется как семиаридный (BSk в классификации климатов Кёппена). Среднегодовая температура воздуха составляет 12,4 °C. Средняя температура самого холодного месяца (января) составляет −2,7 °С, самого жаркого месяца (июля) — 25,8°С. Расчётная многолетняя норма атмосферных осадков — 289 мм. Наибольшее количество осадков выпадает в мае (49 мм).

## Население
| Год переписи | Население          | Население          | Население          | Население            | Население            | Население            |
| Год переписи | Наличное население | Наличное население | Наличное население | Постоянное население | Постоянное население | Постоянное население |
| Год переписи | Всего              | Мужчины            | Женщины            | Всего                | Мужчины              | Женщины              |
| ------------ | ------------------ | ------------------ | ------------------ | -------------------- | -------------------- | -------------------- |
| 2001         | 840                | 410                | 430                | 930                  | 462                  | 468                  |
| 2011         | 957                | 450                | 507                | 1007                 | 489                  | 518                  |